# Albert Malcolm Ranjith Patabendige Don
Albert Malcolm Ranjith Patabendige Don (Polgahawela, 1947. november 15. –) srí lankai katolikus pap, colombói érsek, bíboros.

## Pályafutása
1975. június 29-én szentelték pappá.

### Püspöki pályafutása
1991. június 17-án cabarsussi-i címzetes püspökké és colombói segédpüspökké nevezték ki. Augusztus 31-én szentelte püspökké Nicholas Marcus Fernando, Thomas Emmanuel Savundaranayagam és Oswald Thomas Colman Gomis segédletével.
1995. november 2-án ratnapurai püspökké nevezték ki.
2001-től 2004-ig a Népek Evangelizációjának Kongregációja tisztviselőjeként, majd 2005-ig indonéziai és kelet-timori apostoli nunciusként szolgált. Ezt követően 2009-ig az Istentiszteleti és Szentségi Kongregáció titkára volt.
2009. június 16-án a Colombói főegyházmegye érsekévé nevezték ki. 2010. november 20-án XVI. Benedek pápa bíborossá kreálta.